# Tottenham Range
Tottenham Range är ett berg i Kanada.   Det ligger i Regional District of Mount Waddington och provinsen British Columbia, i den sydvästra delen av landet, 3 800 km väster om huvudstaden Ottawa. Toppen på Tottenham Range är 925 meter över havet, eller 615 meter över den omgivande terrängen. Bredden vid basen är 9,3 km.
Terrängen runt Tottenham Range är kuperad söderut, men norrut är den bergig. Havet är nära Tottenham Range åt sydväst. Trakten runt Tottenham Range är nära nog obefolkad, med mindre än två invånare per kvadratkilometer.. 